# Nahublattella nahua
Nahublattella nahua är en kackerlacksart som först beskrevs av Henri Saussure 1868.  Nahublattella nahua ingår i släktet Nahublattella och familjen småkackerlackor. Inga underarter finns listade i Catalogue of Life.